# Leptopoecile sophiae
Leptopoecile sophiae là một loài chim trong họ Aegithalidae.